# Большой луговой тетерев
Большой луговой тетерев, или луговой тетерев, или степной тетерев (лат. Tympanuchus cupido), — вид птиц из рода луговых тетеревов из отряда курообразных.

## Описание
По величине немного меньше обычного тетерева, но отличается от него двумя пучками длинных перьев по бокам шеи. Под этими пучками скрываются голые участки кожи и подкожные мешки, соединенные с дыхательным горлом. Весной во время токования луговой тетерев надувает эти мешки и издает звуки, похожие на дробь на большом барабане. По общему виду луговой тетерев напоминает глухаря, а движениями — домашних кур. Самец и самка имеют одинаковое пеструю окраску с темными поперечными полосами на брюхе.

## Распространение
Распространён луговой тетерев в Северной Америке, где населяет безлесные равнины. Чаще всего держится на сухих полянах, поросших редкими кустарниками или низкой травой. Не избегает обработанных полей, куда нередко выходит кормиться.

## Образ жизни
Луговой тетерев — преимущественно наземная птица. На деревья он садится только в плохую погоду или для того, чтобы поесть ягод. Весной луговой тетерев, как и обычный тетерев, собирается на групповые токования, сопровождающиеся преследованием птицами друг друга, своеобразными позами и драками. В апреле-мае самка устраивает на земле гнездо в виде ямки со скудной выстилкой, куда откладывает 8-12 крупных белых яиц. Высиживания яиц длится 18-19 дней. К октябрю птенцы достигают величины взрослых. В это время птицы собираются в стаи, которые держатся всю зиму.
Питается луговой тетерев как растительным, так и животным кормом. Он поедает кончики молодых листьев, семян диких и культурных растений, всевозможные ягоды, а также различных насекомых и их личинок, улиток и других беспозвоночных животных. Луговой тетерев относится к числу популярных охотничье-промысловых птиц.

## Подвиды
Международный союз орнитологов выделяет три подвида:
- † Tympanuchus cupido cupido — Вересковый тетерев
- Tympanuchus cupido attwateri — Степной тетерев Атватера[3]
- Tympanuchus cupido pinnatus — Большой степной тетерев[3]